# Транспорт вогню
«Транспорт вогню» — радянський німий художній фільм 1929 року, знятий режисером Олександром Івановим. Прем'єра фільму відбулася 13 січня 1930 року. Фільм не зберігся.

## Сюжет
Революціонеру на прізвисько Кріт доручено доставити зброю з прикордонного містечка в столицю. Його помічниками були два підпільника — Сава і Петрович. Саву заарештувала поліція. Під його ім'ям в підпільну організацію засланий провокатор. Він наводить поліцію на слід Крота. Підпільнику вдається сховатися. Він організовує переправлення зброї за допомогою підпільниці Ріти. Після ряду пригод вантаж зі зброєю доставлений на склад підпільників. За доносом провокатора склад оточує поліція. Крот викриває і вбиває провокатора. Ящики зі зброєю винесені через підземний хід.

## У ролях
- Гліб Кузнецов —  Кріт
- Ксана Кляро —  Рита
- Микола Мічурін —  Вурт
- Олексій Горюшин —  Сава, підпільник
- Лев Бутаринський —  Петрович, підпільник
- Федір Славський —  організатор робітничої дружини
- Петро Нікашин —  офіцер

## Знімальна група
- Режисер: Олександр Іванов
- Сценаристи: Олександр Зархі, Йосип Хейфиц, Олександр Іванов
- Оператори: Олександр Гінцбург
- Художник: Борис Дубровський-Ешке